# タイワニーズ・ウイスキー

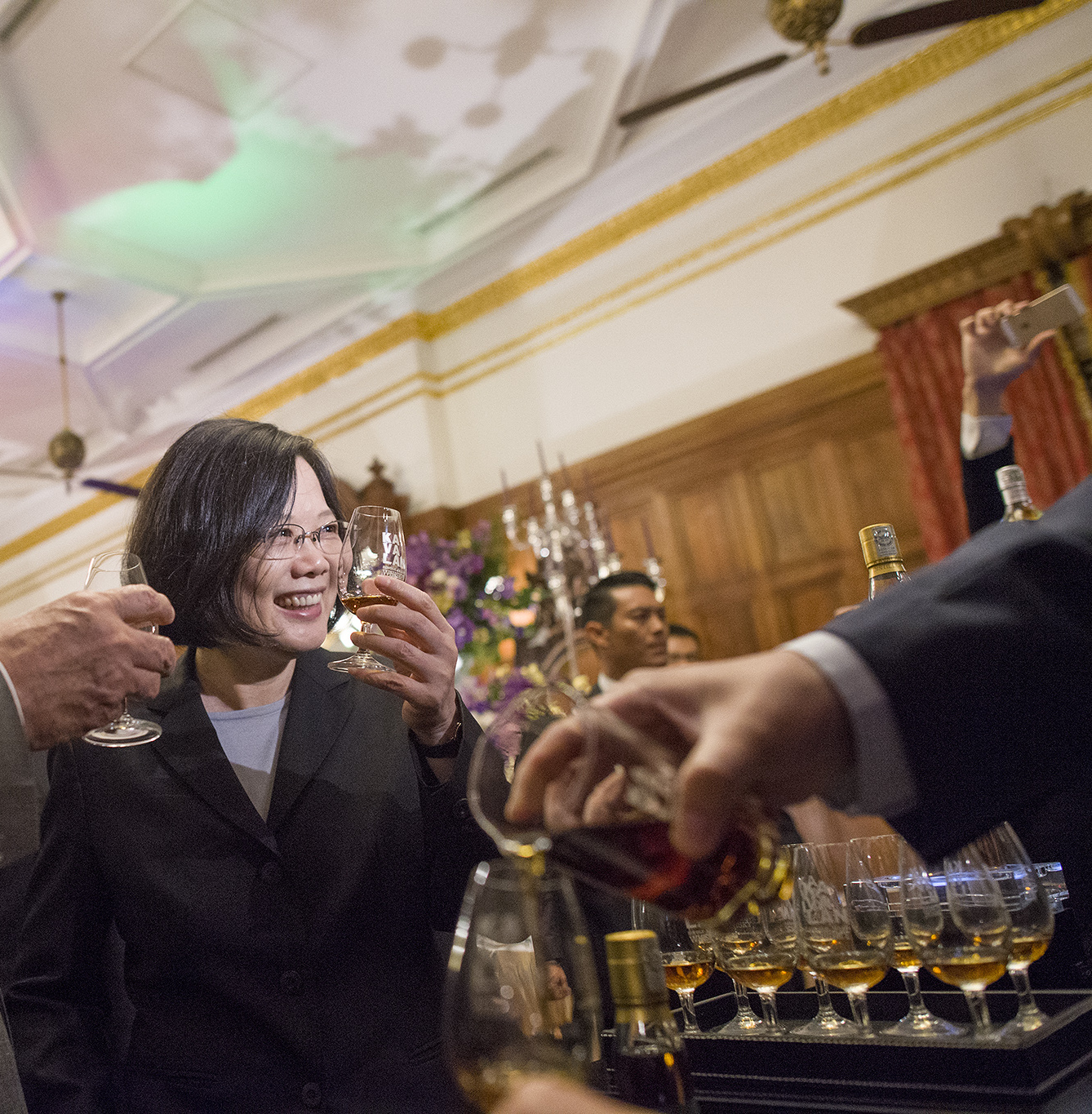
2016年の中華民国国慶日でウイスキーを飲む蔡英文

タイワニーズ・ウイスキーは、台湾で製造されたウイスキーである。最も有名なタイワニーズ・ウイスキー製造者はカバラン蒸留所であり、2015年には「カバラン ソリスト ヴィーニョ・バリック」がワールド・ウイスキー・アワードで世界最高賞を受賞している。また、台湾は重要なウイスキー市場でもあり、スコッチ・ウイスキーの輸入額は世界3番目の規模である。

## 歴史

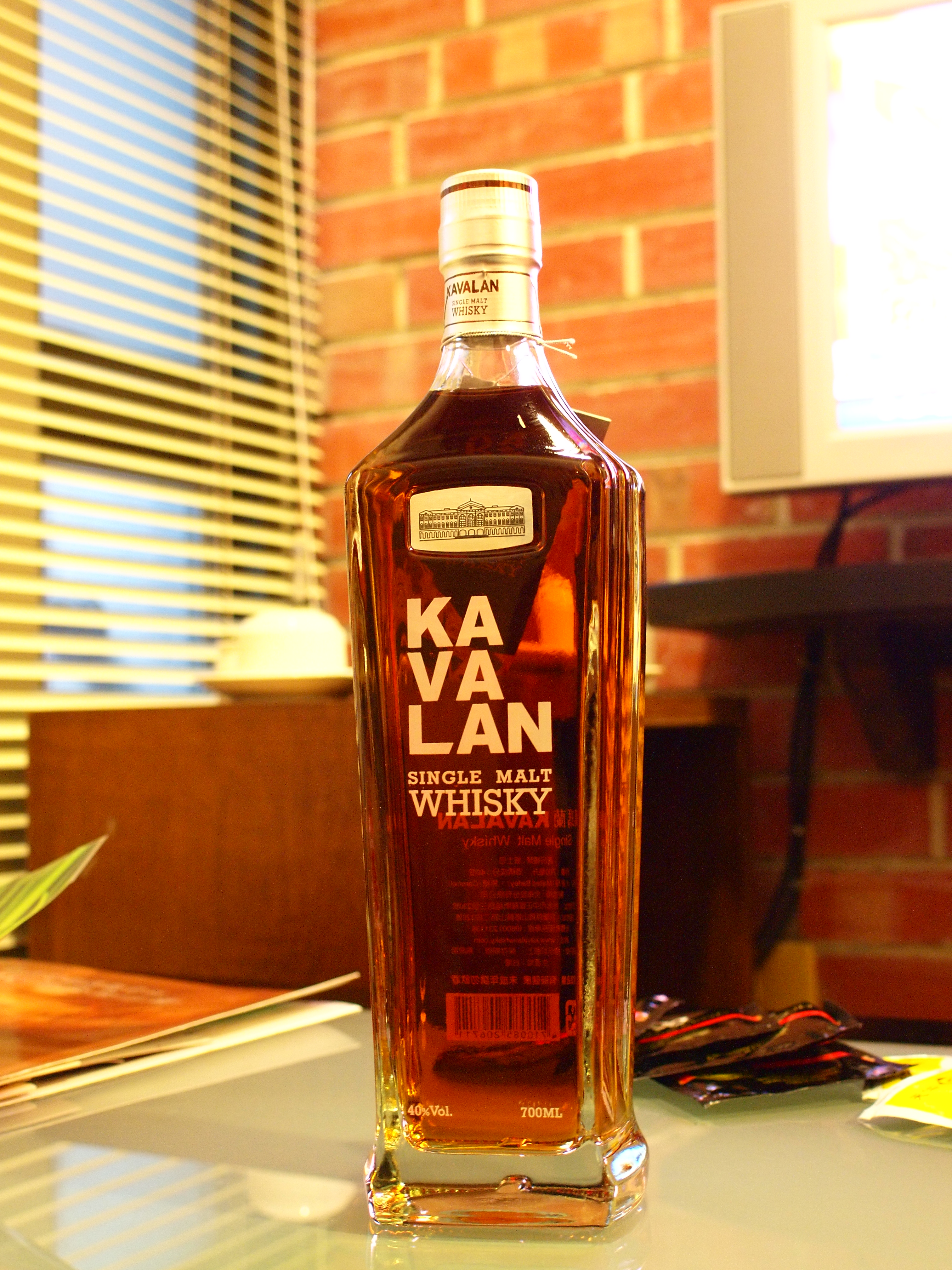
カバラン シングルモルトウイスキー

日本の統治時代から2002年までの間、台湾におけるアルコール製造は台湾省専売局（現・臺灣菸酒公司（Taiwan Tobacco and Liquor Corporation））による専売制が敷かれており、2002年の自由化後に民間の蒸留所が設立され始めた。台湾初めてのウイスキー蒸留所は2006年操業開始のカバラン蒸留所である。
2011年のスコットランドのバーンズナイトにおいて3種類のスコッチ・ウイスキーと1種類のイングリッシュ・ウイスキーを打ち負かしたことで、タイワニーズウイスキーは世界から注目を集めるようになった。また、2015年には「カバラン ソリスト ヴィーニョ・バリック」がワールド・ウイスキー・アワードで世界最高賞を受賞している。
カバランの成功にならって、長らくウイスキー製造を中止していた国営企業の臺灣菸酒公司が「オマー」というブランド名でウイスキー市場に参入した。カバランやオマーに続く形で、台北近郊のホーリー蒸留所などの小規模蒸留所も創業されつつある。

## スタイル
歴史の浅い生産国であるため法律や伝統に基づいた標準的な製法は存在せず、自由で実験的な製法が取られている。また、台湾は亜熱帯気候であるためウイスキーの熟成が早く、その速さはスコットランドやアイルランドの2倍から3倍にも及ぶ。一般的に亜熱帯の果実のような香りとクリーミーな個性を持つことが多いが、風味のバリエーションは多岐にわたる。

### 主な蒸留所
カバラン蒸留所
宜蘭県にある蒸留所。キングカーグループが所有する。
2006年開業。台湾初のウイスキー蒸留所であり、世界の様々な品評会にて2021年時点で600以上の金賞を受賞している。
南投蒸留所
南投県にある蒸留所。台湾菸酒公司が所有する。
2008年開業。「オマー」のブランド名で商品を展開しており、リキュールやオレンジブランデーなど一風変わった樽での熟成が特徴。

## 市場として
台湾のスコッチ・ウイスキー輸入規模は、金額ベースではアメリカ、フランスに次ぐ世界3番めである。その一方で数量ベースでは世界10位未満であり、これはすなわち台湾市場は高額なウイスキーが中心ということである。また、台湾はブレンデッドウイスキーよりもシングルモルトウイスキーのほうが多く消費されている唯一の地域である
ペルノ・リカールは台湾のウイスキー市場について「discerning and advanced」（目が肥えていて先進的である）と述べており、台湾市場向けの限定ウイスキーを製造している。
台湾においてウイスキーは主に宴会で飲まれるほか、しばしばBYOBで持ち込まれる。1990年代までの宴会ではコニャックが定番だったが、嗜好の多様化にともなって次第にウイスキーに取って代わられ、ワインの消費量も減少している。ウイスキー収集も盛んになりつつある。